# Ludger Schulze
Ludger Schulze (* 28. Juli 1950 in Beckum, Nordrhein-Westfalen; † 26. Dezember 2022 in Laufen an der Salzach) war ein deutscher Sportjournalist und Buchautor. Den größten Teil seiner Laufbahn verbrachte er bei der Süddeutschen Zeitung, deren Sportberichterstattung er prägte.

## Leben und Wirken
Schulze studierte Germanistik und Geschichte, ehe er 1976 mit einem Volontariat seine Laufbahn bei der Süddeutschen Zeitung in München begann. Er gehörte der Sportredaktion an und berichtete zunächst etwa über Handball, Boxen, den Radsport, später vor allem über den Fußball. Schulze berichtete von zahlreichen Fußball-Welt- und Europameisterschaften sowie von Olympischen Sommer- und Winterspielen.
Der Süddeutschen Zeitung gehörte Schulze von 1976 bis 2010 an, mit einer kurzen Unterbrechung Anfang der 90er Jahre, in der er als Chefredakteur und Cheflektor eines Heilsbronner Verlages fungierte. Nach einer Tätigkeit als stellvertretender Leiter im Ressort der Seite drei der Süddeutschen Zeitung wurde Schulze 1993 stellvertretender Sport-Chef. Von 2003 bis zu seinem Eintritt in den Ruhestand 2010 leitete er als Nachfolger von Michael Gernandt das Sport-Ressort, wo er bereits 1993 zum stellvertretenden Chef aufgestiegen war.
Im Ruhestand war Schulze seit der Gründung des Fußballmuseums des FC Bayern München im Jahr 2012 dort für sämtliche Ausstellungstexte verantwortlich und editierte Sonderausstellungen über Größen des Vereins. Er lebte während seiner Zeit bei der Süddeutschen Zeitung in München, in seinem Ruhestand in Laufen an der Salzach im Landkreis Berchtesgadener Land.

## Auszeichnungen und Würdigungen
Ludger Schulze war 1993 „Sportjournalist des Jahres“. Er war berufenes Mitglied der Deutschen Akademie für Fußballkultur, Juror (2006–2018) und mehrmals Laudator bei der Verleihung des Deutschen Fußball-Kulturpreises.
2017 wurde er vom Verband Deutscher Sportjournalisten (VDS) für sein Lebenswerk ausgezeichnet. In der Begründung hieß es: „Schulze zählt zu den besten Sportjournalisten, die Deutschland je hervorgebracht hat. Ein prägender Charakter und Schreiber der Süddeutschen Zeitung.“

„Er ist ein couragierter Journalist mit Mut zur eigenen Meinung. Seine schön formulierten, mit feiner Ironie durchsetzten Beiträge waren oft journalistische Glanzstücke, die selbst in der an guten Schreibern ja nun wahrlich nicht verlegenen ‚Süddeutschen Zeitung‘ hervorstachen.“

Über seine eigenen journalistischen Beiträge hinaus prägte Schulze die Sportberichterstattung der Süddeutschen Zeitung als Ganze. Er verstand den verstand den Sport als Teil der Gesellschaft und öffnete die Sportberichterstattung in Politik und Gesellschaft hinein. Zugleich förderte er zahlreiche junge Journalisten.

„Er hat den Ton gesetzt. Egal, wie leicht oder schwer ein Thema sein mochte – Schulzes Leser sollten sich immer gut unterhalten fühlen. Und diesen Ton setzte er im SZ-Sport für eine ganze Generation von Journalistinnen und Journalisten: den Sport ernst nehmen, ohne ihn zu ernst zu nehmen.“

Am 28. Dezember 2022 war der Nachruf auf Ludger Schulze der Aufmacher des Sport-Teils der Süddeutschen Zeitung.

## Veröffentlichungen

### Als Autor
- Die Mannschaft, München 1986
- Die großen Fußballstrategen, München 1989
- Die Geschichte des Europapokals, München 1990
- Thomas Kistner/Ludger Schulze, Die Spielmacher, Stuttgart/München 2001

### Als Herausgeber
- mit Josef Kelnberger: Süddeutsche Zeitung WM-Bibliothek, München 2006, Geschichte der Fußball-Weltmeisterschaften in 16 Bänden